# Hoàn Long
Hoàn Long là một xã thuộc tỉnh Hưng Yên, Việt Nam.

## Địa lý
Xã Hoàn Long nằm ở phía bắc của tỉnh Hưng Yên, có vị trí địa lý:
- Phía đông giáp xã Nguyễn Văn Linh.
- Phía tây giáp xã Mễ Sở.
- Phía nam giáp xã Việt Yên và xã Triệu Việt Vương.
- Phía bắc giáp xã Nghĩa Trụ và xã Văn Giang.

## Lịch sử
Trước đây, xã Hoàn Long thuộc huyện Châu Giang cũ.
Ngày 24 tháng 7 năm 1999, Chính phủ ban hành Nghị định 60/1999/NĐ-CP về việc chuyển xã Hoàn Long thuộc huyện Châu Giang cũ về huyện Yên Mỹ mới tái lập quản lý.
Ngày 16 tháng 6 năm 2025, Ủy ban Thường vụ Quốc hội ban hành Nghị quyết số 1666/NQ-UBTVQH15 về việc sắp xếp các đơn vị hành chính cấp xã của tỉnh Hưng Yên năm 2025. Theo đó, sắp xếp toàn bộ diện tích tự nhiên, quy mô dân số của các xã Đông Tảo, Đồng Than và Hoàn Long thành xã mới có tên gọi là xã Hoàn Long.

## Kinh tế - văn hóa
Nghề nghiệp chính là trồng trọt và chăn nuôi, riêng thôn Chấn Đông và một phần thôn Đại Hạnh chuyển hẳn từ trồng lúa sang làm vườn nên thu nhập tăng lên đáng kể. 
Các di tích lịch sử còn lại ở xã Hoàn Long như cụm di tích đình và chùa Đại Hạnh (Thôn Đại Hạnh). Đình Đại Hạnh thờ Chử Đồng Tử và Tiên Dung công chúa, nhân dân trong vùng kiêng gọi tên húy của Tiên Dung nên thường gọi là Tơn Dung (Tiên = Tơn)..
Cụm Di tích Đình và Chùa thôn Đại hạnh được xếp hạng Di tích lịch sử kiến trúc nghệ thuật.
Thôn Chấn Đông còn Giếng Rồng (tương truyền vợ chồng Chử Cù Vần đã qua đây uống nước rồi sinh ra Chử Đồng Tử), giếng Chấn Đông nước trong mát, là nguồn nước sinh hoạt cho thôn Đại Hạnh và Chấn Đông. Dân Chấn Đông còn truyền lại câu ca: " Đại Hạnh có đồng, Chấn Đông có giếng"
Nguyên là Đại Hạnh xưa có nhiều địa chủ nên chiếm hết ruộng đất của xã, Chấn Đông phải đi làm thuê cho địa chủ của Đại Hạnh, nhưng vẫn phải xuống Chấn Đông gánh nước về ăn.
Ngày nay không còn nhiều người dùng giếng nước chung của làng thì giếng Chấn Đông trở thành không gian văn hóa sinh thái của thôn Chấn Đông.

## Giao thông
Tỉnh lộ 207, tỉnh lộ 379, tỉnh lộ 381 (trước đây là tỉnh lộ 206).